# Pilgrim (aartsbisschop)
Pilgrim (? - 25 juni 1036) was een zoon van graaf Chadalhoch In Isengau en van Irmingart. Hij werd domproost in Bamberg, aartskanselier van Italia en hofkapelaan, alvorens Hendrik II hem in 1021 tot aartsbisschop van Keulen verhief. Pilgrim maakte handig gebruik van de strijd tussen Aribo van Mainz en de Curie om zijn status te verhogen. Hij verkreeg van paus Benedictus VIII verschillende voorrechten, zoals de waardigheid van pauselijk bibliothecarius en het kroningsrecht van de Duitse koning. Bij de koningsverkiezing van 1024 koos hij partij voor Koenraad II. 
Door de toenemende vervreemding tussen Aribo van Mainz en Koenraad II steeg de invloed van Pilgrim alleen maar, maar het zou pas bij de kroning van Hendrik III in 1028 zijn dat het aartsbisdom Keulen zijn bijzondere staatsrechterlijke positie, inclusief het aartskanselierschap van Italië, kon verwerven. Pilgrim liet de westelijke voorstad van Keulen ontsluiten door de stichting van het Apostelenkerk en de aanleg van de Kölner Neumarkt. Hij werd begraven in de Apostelenkerk.
- Gemeinsame Normdatei: 135958814
- Virtual International Authority File: 80386085
- WorldCat: E39PBJrgKtjkGWBjmfFVWTppT3